# Silim-Aszur
Silim-Aszur (Silim-Aššur) – wysoki dostojnik za rządów asyryjskiego króla Aszurbanipala (669-627? p.n.e.), noszący w tekstach tytuły „wielkiego wezyra” (sukkallu rabiu) i „drugiego wezyra” (sukkallu šaniu); zgodnie z Asyryjską listą eponimów w 659 r. p.n.e. pełnić miał też urząd eponima (limmu). Jeżeli chodzi o jego główny tytuł, to zachowane teksty nie są zgodne ze sobą: w dokumentach pochodzących z lat 666-660 p.n.e., w których występuje jako świadek, nosi tytuł „wielkiego wezyra”, natomiast w tekstach z 659 r. p.n.e., które datuje swoim imieniem jako eponim, nosi już tytuł „drugiego wezyra”. Wydaje się, iż począwszy od rządów Asarhaddona (681-669 p.n.e.) oba tytuły sukkallu, choć dalej bardzo prestiżowe, mocno straciły na znaczeniu i nie różniły się zbytnio od siebie. Z szeregu zachowanych dokumentów wynika też, że Silim-Aszur zajmował się pożyczaniem dużych sum pieniędzy (srebra) na procent lub pod zastaw.